# Нантски едикт
Нантски едикт је закон, који је у Нанту 13. априла 1598. потписао француски краљ Анри IV. Едиктом је дао француским хугенотима значајна верска права. Раздвојио је грађанско од верског јединства француске нације. Протестанти се по први пут не третирају као шизматици и јеретици, него се отворио пут секуларизма и толеранције. Закон је увео слободу вере за појединце, али исто тако је амнестирао протестанте и вратио им грађанска права, укључујући и право да раде за државу и право да се директно жале краљу. Нантски едикт, непријатељски примљен од католика, укинуо је Луј XIV 18. октобра 1685. 
Циљ едикта је био да се разреши дуги расколнички Француски верски рат (1562—1598). Краљ је имао и личних разлога да подржи едикт. Пре ступања на престо 1589. краљ је био протестант. Тек се 1593. одрекао протестантизма и постао католик, да би осигурао своју позицију краља Француске. 
Едикт који је Анри потписао састојао се из четири основна текста, укључујући и оригинални текст од 92 члана, који је највише заснован на неуспешним мировним споразумима потписаним током претходних ратова. Едикт је садржавао и 56 посебних чланова у којима се говорило о протестантским правима и обавезама. Француска је по једном члану гарантовала да ће штитити од инквизиције своје протестанте, када се нађу ван Француске. Папа Клемент VIII је протестовао када је чуо за едикт рекавши да га то „разапиње на крст“. Последња два дела едикта састојала су се од краљевских обећања у вези војних и пасторалних питања. Та последња два краљевска обећања повукао је 1619. краљ Луј XIII.
Едикт је гарантовао протестантима педесет сигурних места, која су представљала војна утврђења попут Ла Рошела, за које је краљ плаћао 180.000 екуа годишње. Осим тога протестантима се још додељује 150 тврђава за склањање, али те тврђаве сами хугеноти треба да одржавају о свом трошку. Нантски едикт је представљао акт толеранције, који је био неуобичајен за западну Европу тога времена. Дотада је била уобичајена пракса да поданици морају да следе религију владара по принципу „Чија земља, његова и вера“ (лат. Cuius regio, eius religio). Док је давао права протестантима едикт је потврдио католицизам као државну веру Француске. Протестанти нису били изузети од плаћања црквене десетине католичкој цркви, а морали су поштовати католичке празнике и ограничења приликом венчања. Власти су ограничиле протестантску слободу вере на одређена географска подручја. 
Едикт је искључиво решавао питања коегзистенције католика и протестаната. Није било помена о Јеврејима или муслиманима. У ствари Французи су протерали муслимане 1610. Оригинални едикт је потписан 30. априла и тај текст је нестао. У националном архиву у Паризу постоји само краћа верзија текста, који је модификовало свештенство и парламент Париза и та верзија је запечаћена 1599.
Луј XIV, унук Анрија IV је октобра 1685. поништио Нантски едикт и прогласио да је протестантизам незаконит у Француској. У ту сврху издао је Едикт из Фонтенблоа. Тај акт се назива и Опозив Нантског едикта и имао је јако штетне последице за Француску. Нису поново избили верски ратови, али протестанти су одлучили да напусте Француску. Већина је отишла у Енглеску, Пруску, Холандију и Швајцарску. Тим прогнанством Француска је изгубила много вештих занатлија. Опозив Нантског едикта је даље наштетило угледу француског краља у другим протестантским земљама.

## Галерија
- Нантски едикт
- Катедрала у Нанту
- Анри IV
- Луј XIV